# Pontederia sagittata
Pontederia sagittata är en vattenhyacintväxtart som beskrevs av Karel Presl. Pontederia sagittata ingår i släktet pontederior, och familjen vattenhyacintväxter. Inga underarter finns listade.

## Bildgalleri

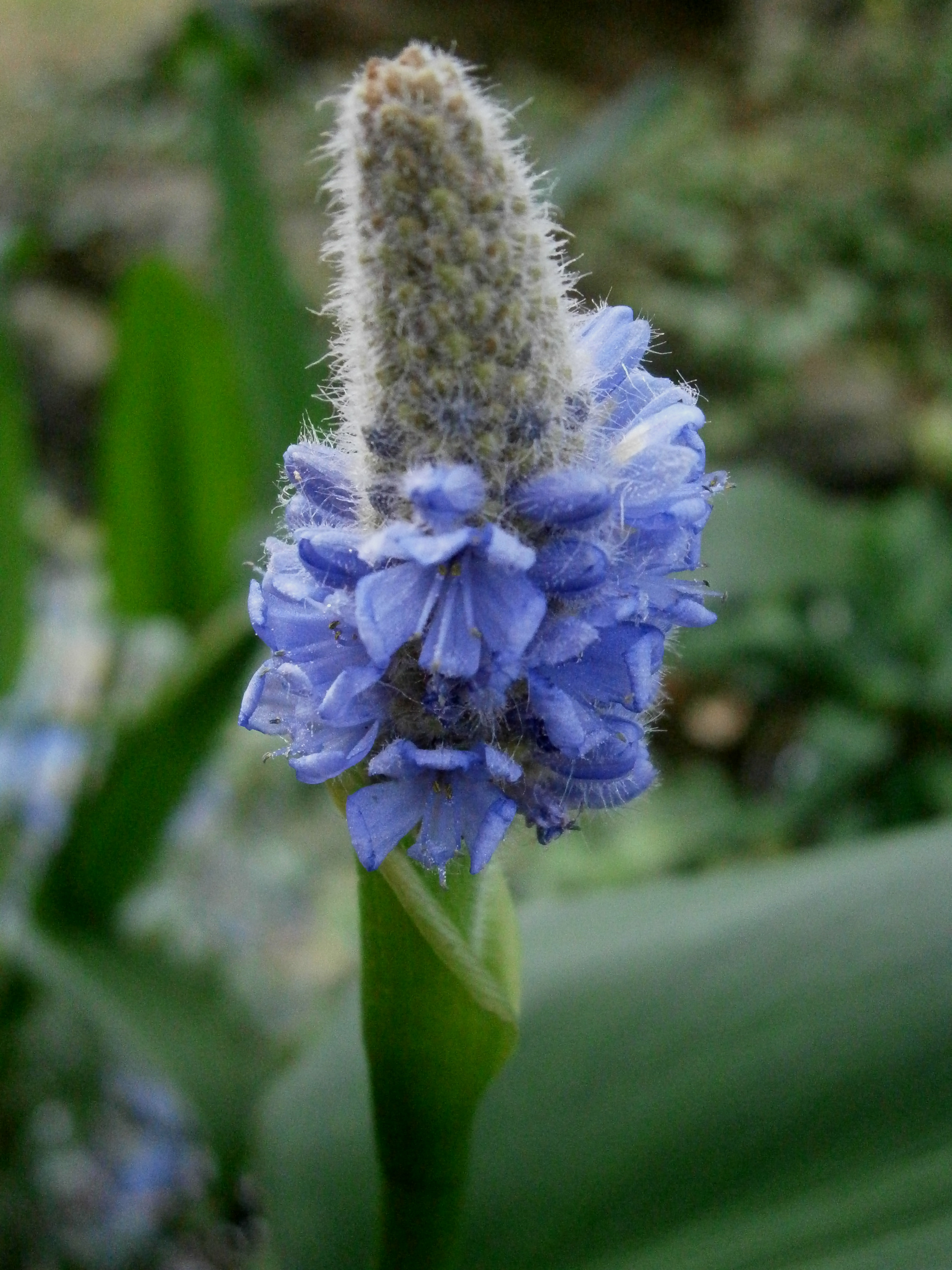